# Apflau
Apflau ist ein zum Ortsteil Langnau der Stadt Tettnang gehörendes Dorf im Bodenseekreis in Baden-Württemberg mit rund 150 Einwohnern. Am Rande des Dorfes ist eine Kläranlage, die Hauptlandwirtschaft ist der Hopfenanbau. Das Dorf wurde bereits am 15. März 769 urkundlich erwähnt.